# Puerto Libertador
Puerto Libertador es un municipio colombiano del norte del país ubicado en el departamento de Córdoba, en la región Caribe. Se encuentra a una distancia de 170 km de la capital departamental, Montería, y a una altitud de 60 m s. n. m.
La población fue fundada en 1941 por colonos provenientes de Sahagún. En principio recibió el nombre de Bijao, al ser esta planta la más abundante en la zona. Se convirtió en Municipio en el año 1980, tras ser anteriormente un corregimiento de Montelíbano.

## División Político-Administrativa
Además de su Cabecera municipal. Puerto Libertador tiene bajo su jurisdicción los siguientes Centros poblados:
- Buenos Aires
- Centro América
- Corozalito
- El Brillante
- Juan José
- La Rica
- Nueva Esperanza
- Pica Pica
- Puerto Belén
- Puerto Carepa
- San Juan
- Santa Fe de Las Claras
- Siete de Agosto
- Torno Rojo
- Villa Esperanza
- Villanueva

## Historia
El origen de Puerto Libertador se remonta al 14 de mayo de 1941, cuando llegaron los primeros colonos, encabezados por Rafael Calle Cali, quienes utilizaron la única vía de comunicación existente para la época, el río San Pedro, rico para ese entonces en especies ictiológicas. La fertilidad del suelo y la alta Biodiversidad se constituyeron en un atractivo, y en un estímulo permanente para que otros colonizadores con su familias llegaran a estas tierras. Por estos motivos, de otros municipios de Córdoba y del departamento de Sucre poblaciones campesinas llegaron en busca de mejores condiciones de vida y se hicieron partícipes del proceso de colonización, como bien lo pueden testimoniar cofundadores de este municipio, como es el caso de los hermanos Milciades y Rúgero Ayazo, Tomás Guerra, entre otros, que aún viven. 
Las primeras viviendas fueron empajadas con hojas de Bijao, constituyéndose esta planta en un símbolo del municipio y apodo característico de esta población. Con el correr del tiempo, otros pobladores llegaron de poblaciones de departamentos vecinos como Antioquia
Puerto Libertador fue elevado a la categoría de municipio mediante ordenanza número 006 del 1 de noviembre de 1980.
Puerto Libertador y sus alrededores son ricos en naturaleza como el carbón y el oro

## Geografía

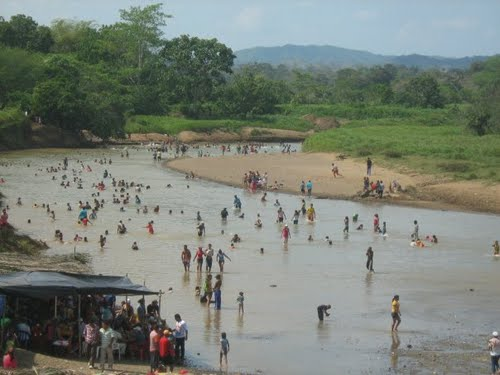
Río San Pedro.

Geográficamente el municipio se encuentra ubicado al suroriente del departamento de Córdoba, con una extensión aproximada de 1.472 km² y dista de su capital, Montería, 168 km. Se encuentra a una altitud de 60 m s. n. m. La temperatura promedio es de 27 °C.
La exuberante vegetación, bañada por los ríos San Pedro y San Jorge, así como cantidad de quebradas, acompañada de una variedad de fauna, así como la riqueza aurífera y carbonífera del suelo. El Municipio está ubicado dentro de la Cuenca alta del río San Jorge, a la que confluyen tres microcuencas importantes: La del río San Pedro, la del río San Juan y la del río Uré.

### Límites
- Norte: Río San Jorge que lo separa del Municipio de Montelíbano.
- Sur: Departamento de Antioquia.
- Oriente: Quebradas Cristalina, San Antonio, y Uré, que lo separan de los Municipios de Montelíbano y San José de Uré.
- Occidente: Río San Jorge que lo separa del Municipio de Montelíbano.

## Estructura organizacional municipal
| Puerto Libertador | Puerto Libertador | Puerto Libertador          |
| Departamento      | Código DANE       | Categoría municipal (2023) |
| ----------------- | ----------------- | -------------------------- |
| Córdoba           | 23580             | Sexta                      |

- Personería: Es un centro del Ministerio Público de Colombia que ejerce, vigila y hace control sobre la gestión de las alcaldías y entes descentralizados; velan por la promoción y protección de los derechos humanos; vigilan el debido proceso, la conservación del medio ambiente, el patrimonio público y la prestación eficiente de los servicios públicos, garantizando a la ciudadanía la defensa de sus derechos e intereses.

El actual Personero municipal es Ingri Mercado (2024-2027).
- Concejo Municipal: Es la suprema autoridad política del municipio. En materia administrativa sus atribuciones son de carácter normativo. También le corresponde vigilar y hacer control político a la administración municipal. Se regulan por los reglamentos internos de la corporación en el marco de la Constitución Política Colombiana (artículo 313) y las leyes, en especial la Ley 136 de 1994 y la Ley 1551 de 2012.

Constituido por 13 concejales por un periodo de 4 años.
- Alcaldía Municipal: En esta se encuentra la administración municipal y las entidades descentralizadas del municipio.

El Alcalde se pronuncia mediante decretos y se desempeña como representante legal, judicial y extrajudicial del municipio. El actual Alcalde municipal es Ramón rubio Durango (2024-2027), elegido por voto popular.
- JAL. Sin constitución alguna en los corregimientos del municipio.

## Servicios públicos
- Energía Eléctrica: Afinia, del grupo EPM, es la empresa prestadora del servicio de energía eléctrica.
- Gas Natural: Surtigas es la empresa distribuidora y comercializadora de gas natural en el municipio.